# Simonszand
Simonszand és un petit illot situat entre Skiermûntseach i Rottumerplaat, a la cadena d'illes Frisones.
L'illot consisteix en una llarga plana sorrenca d'aproximadament un quilòmetre i mig de longitud i dos-cents metres d'amplada. Com altres illots similars (Engelsmanplaat, Razende Bol) és pràcticament erm, si bé és un important refugi faunístic, tant per a les foques com per als ocells. És arran d'això que l'administració hi prohibí l'accés amb barca el 1999, si bé segueix essent una destinació popular entre els qui travessen el mar de Wadden a peu.